# Poon Yiu Cheuk
Poon Yiu Cheuk est un footballeur hongkongais né le 19 septembre 1977. Il évolue au poste de défenseur.

## Carrière

### Joueur
- 1994-1997 : Hong Kong Rangers  Hong Kong
- 1997-2008 : Happy Valley  Hong Kong
- 2008-... : South China  Hong Kong

## Sélections
Poon Yiu Cheuk fait ses débuts en équipe nationale de Hong Kong le 19 novembre 1998 contre le Viêt Nam.
61 sélections et 4 buts avec  Hong Kong depuis 1998.

## Statistiques

### Statistiques détaillées par saison
| Saison      | Club         | Pays      | Championnat              | Championnat | Championnat |
| Saison      | Club         | Pays      | Division                 | Matchs      | Buts        |
| ----------- | ------------ | --------- | ------------------------ | ----------- | ----------- |
| 1994 - 1995 | Rangers      | Hong Kong | Hong Kong First Division | -           | -           |
| 1995 - 1996 | Rangers      | Hong Kong | Hong Kong First Division | -           | -           |
| 1996 - 1997 | Rangers      | Hong Kong | Hong Kong First Division | -           | -           |
| 1997 - 1998 | Happy Valley | Hong Kong | Hong Kong First Division | 18          | 0           |
| 1998 - 1999 | Happy Valley | Hong Kong | Hong Kong First Division | -           | -           |
| 1999 - 2000 | Happy Valley | Hong Kong | Hong Kong First Division | 20          | 0           |
| 2000 - 2001 | Happy Valley | Hong Kong | Hong Kong First Division | 30          | 0           |
| 2001 - 2002 | Happy Valley | Hong Kong | Hong Kong First Division | -           | -           |
| 2002 - 2003 | Happy Valley | Hong Kong | Hong Kong First Division | 22          | 11          |
| 2003 - 2004 | Happy Valley | Hong Kong | Hong Kong First Division | 23          | 1           |
| 2004 - 2005 | Happy Valley | Hong Kong | Hong Kong First Division | 25          | 2           |
| 2005 - 2006 | Happy Valley | Hong Kong | Hong Kong First Division | 20          | 3           |
| 2006 - 2007 | Happy Valley | Hong Kong | Hong Kong First Division | 23          | 5           |
| 2007 - 2008 | Happy Valley | Hong Kong | Hong Kong First Division | 25          | 5           |
| 2008 - 2009 | South China  | Hong Kong | Hong Kong First Division | 19          | 0           |
| 2009 - 2010 | South China  | Hong Kong | Hong Kong First Division | 10          | 0           |
| 2010 - 2011 | South China  | Hong Kong | Hong Kong First Division |             |             |

### Buts en sélection
| Buts en sélection de Poon Yiu Cheuk | Buts en sélection de Poon Yiu Cheuk | Buts en sélection de Poon Yiu Cheuk      | Buts en sélection de Poon Yiu Cheuk | Buts en sélection de Poon Yiu Cheuk | Buts en sélection de Poon Yiu Cheuk | Buts en sélection de Poon Yiu Cheuk      |
|                                     | Date                                | Lieu                                     | Adversaire                          | Score                               | Resultat                            | Competition                              |
| ----------------------------------- | ----------------------------------- | ---------------------------------------- | ----------------------------------- | ----------------------------------- | ----------------------------------- | ---------------------------------------- |
| 1.                                  | 2 mars 2003                         | Hong Kong Stadium, Hong Kong             | Guam                                | 5-0                                 | 11-0                                | Éliminatoires Coupe d'Asie de l'Est 2003 |
| 2.                                  | 11 mars 2005                        | Zhongshan Soccer Stadium, Taipei, Taiwan | Taipei chinois                      | 4-0                                 | 5-0                                 | Éliminatoires Coupe d'Asie de l'Est 2005 |
| 3.                                  | 21 juin 2007                        | Estádio Campo Desportivo, Taipa, Macao   | Guam                                | 4-0                                 | 15-1                                | Éliminatoires Coupe d'Asie de l'Est 2008 |
| 4.                                  | 27 août 2009                        | Stade national, Kaohsiung, Taiwan        | Guam                                | 10-0                                | 12-0                                | Éliminatoires Coupe d'Asie de l'Est 2010 |

NB : Les scores sont affichés sans tenir compte du sens conventionnel en cas de match à l'extérieur (Hong Kong-Adversaire)

## Palmarès

### Club
- Avec Hong Kong Rangers :
  - vainqueur de la Coupe de Hong Kong en 1995.
- Avec Happy Valley :
  - champion de Hong Kong en 1999, 2001, 2003 et 2006 ;
  - vainqueur de la Coupe de Hong Kong en 2000 et 2004.
- Avec South China :
  - champion de Hong Kong en 2009 et 2010.